# Liste der auf dem Gemälde „Die Kinderspiele“ dargestellten Spiele
Diese Liste benennt die Kinderspiele, die auf dem Gemälde Die Kinderspiele des niederländischen Malers Pieter Bruegel dem Älteren dargestellt sind. Das um 1560 entstandene Gemälde befindet sich im Kunsthistorischen Museum in Wien.
Auf dem Gemälde wurden 91 verschiedene Spielszenen identifiziert. Der dargestellte Dorfplatz ist von nahezu 230 Kinderfiguren bevölkert, während auf dem ganzen Bild nur eine einzige erwachsene Person, eine Frau, die aus einem Haus heraus einen Eimer Wasser über zwei am Boden raufende Jungen ausschüttet, dargestellt ist (Szene Nr. 75).
Folgende Spielszenen sind auf dem Gemälde identifizierbar, wobei die Nummerierung im Bild links unten beginnt:

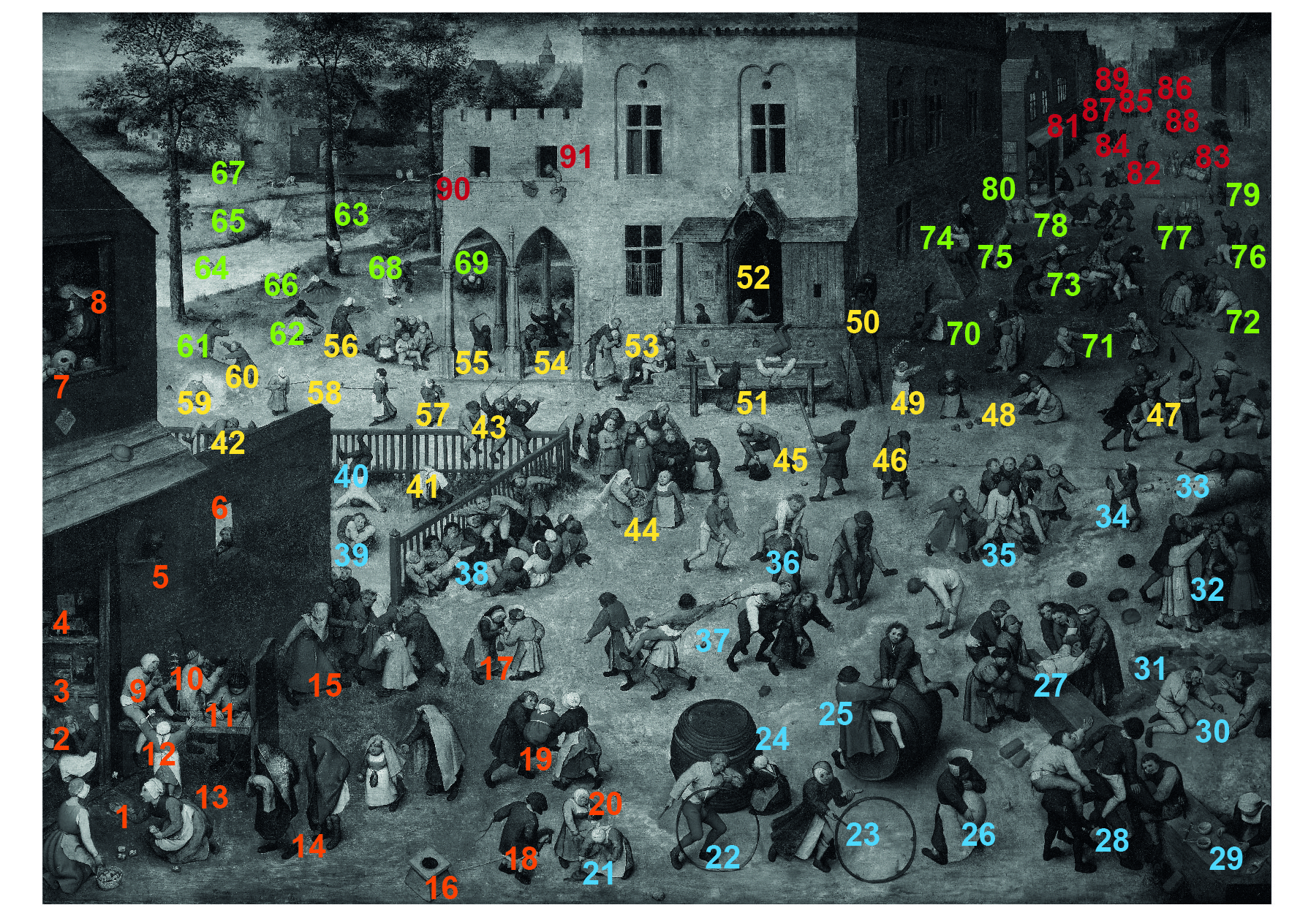
Pieter Bruegel der Ältere: Die Kinderspiele, um 1560

| Nummer | Bildausschnitt | Spiel                                                              |
| ------ | -------------- | ------------------------------------------------------------------ |
| 1      |                | Steinchenspiel, Astragaloi                                         |
| 2      |                | Puppenspiel                                                        |
| 3      |                | Puppenstube                                                        |
| 4      |                | Altarspiel, Heilige Messe spielen                                  |
| 5      |                | Eule und Eulenkäfig                                                |
| 6      |                | Wasserpistole                                                      |
| 7      |                | Maskenspiel                                                        |
| 8      |                | Schaukel                                                           |
| 9      |                | Drehspule, Windrad                                                 |
| 10     |                | Seifenblasen                                                       |
| 11     |                | Hüte aus Binsen, Spiel mit einem Vogel                             |
| 12     |                | Klapper                                                            |
| 13     |                | Spielzeugtier mit Leine                                            |
| 14     |                | Taufprozession                                                     |
| 15     |                | Blinde Kuh                                                         |
| 16     |                | Kinderstuhl                                                        |
| 17     |                | Morra, Gerade oder ungerade                                        |
| 18     |                | Steckenpferd                                                       |
| 19     |                | Tragesitz                                                          |
| 20     |                | Flöte und Trommel spielen                                          |
| 21     |                | Mit einem Stock in Exkrementen stochern                            |
| 22     |                | Reifentreiben                                                      |
| 23     |                | Reifen mit Glöckchen                                               |
| 24     |                | Durch ein Loch in ein Fass rufen                                   |
| 25     |                | Auf einem Fass reiten                                              |
| 26     |                | Eine Schweineblase aufblasen                                       |
| 27     |                | Hochheben                                                          |
| 28     |                | Huckepack                                                          |
| 29     |                | Kaufmannsladen                                                     |
| 30     |                | Flohspiel, Messerwerfen                                            |
| 31     |                | Bauklötze                                                          |
| 32     |                | Sich an den Haaren ziehen                                          |
| 33     |                | Insekten mit einem Netz fangen                                     |
| 34     |                | Stutenkerl                                                         |
| 35     |                | Hüte werfen                                                        |
| 36     |                | Bockspringen                                                       |
| 37     |                | Turnier spielen, Reiterkampf                                       |
| 38     |                | Gassenlaufen                                                       |
| 39     |                | Sich verknoten                                                     |
| 40     |                | Handstand                                                          |
| 41     |                | Purzelbaum schlagen                                                |
| 42     |                | Über einen Zaun klettern                                           |
| 43     |                | Auf dem Zaun reiten                                                |
| 44     |                | Hochzeitsprozession                                                |
| 45     |                | Piñata                                                             |
| 46     |                | Stelzenlaufen                                                      |
| 47     |                | Brötchenbeißen                                                     |
| 48     |                | Walnüsse werfen                                                    |
| 49     |                | Tanzen                                                             |
| 50     |                | Stelzenlaufen                                                      |
| 51     |                | Reckturnen                                                         |
| 52     |                | Einen Besen auf dem Finger balancieren                             |
| 53     |                | Theatervorführung oder Huckepack tragen                            |
| 54/55  |                | Peitschenkreisel und Wurfkreisel                                   |
| 56     |                | Wen soll ich wählen?                                               |
| 57     |                | Rasseln                                                            |
| 58     |                | Windmühlenspiel                                                    |
| 59     |                | Im Sand spielen oder ein Loch buddeln                              |
| 60/61  |                | Einen Sandberg bauen, auf einen Sandberg klettern oder balancieren |
| 62     |                | Pirouette drehen                                                   |
| 63     |                | Auf einen Baum klettern                                            |
| 64     |                | Schwimmhilfe aus einer aufgeblasenen Schweineblase                 |
| 65     |                | Beine ins Wasser baumeln lassen                                    |
| 66     |                | Tauchen, in Ufernähe schwimmen                                     |
| 67     |                | Vor oder nach dem Schwimmen                                        |
| 68     |                | Boule-Spiel oder Bälle gegen eine Wand werfen                      |
| 69     |                | Pinkeln                                                            |
| 70     |                | Kegeln                                                             |
| 71     |                | Staffellauf oder Hockey                                            |
| 72     |                | Murmelspiel                                                        |
| 73     |                | Fangen                                                             |
| 74     |                | Eine Wand hinaufklettern                                           |
| 75     |                | Ringkampf, Rauferei                                                |
| 76     |                | Einen Hut auf einem Stock balancieren                              |
| 77     |                | Prozession spielen                                                 |
| 78     |                | Schwan kleb an                                                     |
| 79     |                | Türsteher spielen, Besuch empfangen                                |
| 80     |                | Gänsemarsch                                                        |
| 81     |                | Jemanden von einer Bank drücken                                    |
| 82     |                | Huckepack reiten                                                   |
| 83     |                | Wer hat den Ball?                                                  |
| 84     |                | Fuchs ins Loch, Haimonskinder                                      |
| 85     |                | Funkenfeuer, Johannisfeuer                                         |
| 86     |                | Zweige für das Feuer sammeln                                       |
| 87     |                | Fackel tragen                                                      |
| 88     |                | An der Tür singen                                                  |
| 89     |                | Wandern                                                            |
| 90     |                | Band am Stock, Papierstreifen                                      |
| 91     |                | Seilbahn, Nikolaus-Körbe                                           |